# Готтмадінген
Готтмадінген (нім. Gottmadingen) — громада в Німеччині, знаходиться в землі Баден-Вюртемберг. Підпорядковується адміністративному округу Фрайбург. Входить до складу району Констанц.
Площа — 23,59 км2. Населення становить 10 843 ос. (станом на 31 грудня 2020).